# Maghar (Aleppo)
Maghar (arab. مغار)– wieś w Syrii, w muhafazie muhafazie Aleppo. W 2004 roku liczyła 393 mieszkańców.